# Tchertanovskaïa (métro de Moscou)
Tchertanovskaïa (en russe : Черта́новская et en anglais : Chertanovskaya) est une station de la ligne Serpoukhovsko-Timiriazevskaïa (ligne 9 grise) du métro de Moscou, située sur le territoire du raïon Tchertanovo Severnoïe dans le district administratif sud de Moscou.

## Situation sur le réseau
Établie en souterrain, à 11 mètres sous le niveau du sol, la station Tchertanovskaïa est située au point 155+84 de la ligne Serpoukhovsko-Timiriazevskaïa (ligne 9 grise), entre les stations Sevastopolskaïa (en direction de Altoufievo) et Ioujnaïa (en direction de Boulvar Dmitria Donskogo).